# Dinsho (woreda)
Pour la localité, voir Dinsho.
Dinsho est un woreda du sud de l'Éthiopie. Situé dans la zone Bale de la région Oromia, il a 39 124 habitants en 2007 et porte le nom de son chef-lieu, Dinsho.

## Géographie
Limitrophe de la zone Mirab Arsi, le woreda Dinsho se trouve dans la zone Bale. Il est desservi par la route Shashamané-Robe qui traverse le massif du Balé.
Dinsho, le chef-lieu du woreda, est sur la route principale, à plus de 3 000 m d'altitude, au bord du parc national des monts Balé.
|                    | Agarfa |        |
| Adaba (Mirab Arsi) | Dinsho | Sinana |
|                    |        | Goba   |

## Histoire
Le woreda Dinsho, probablement créé en 2007, reprend la partie occidentale de l'ancien woreda Sinanana Dinsho,.

## Démographie
D'après le recensement national réalisé en 2007 par l'Agence centrale de la statistique d'Éthiopie, le woreda Dinsho compte 39 124 habitants et 8 % de sa population est urbaine.
La majorité des habitants (86 %) sont musulmans et 14 % sont orthodoxes.
Avec 2 966 habitants en 2007, Dinsho est la seule localité urbaine recensée dans le woreda.
En 2022, la population du woreda est estimée à 56 707 personnes avec une densité de population de 87 personnes par km2 et 650 km2 de superficie.